# Aikawa Shinya
Shinya Aikawa (sinh ngày 26 tháng 7 năm 1983) là một cầu thủ bóng đá người Nhật Bản.

## Sự nghiệp câu lạc bộ
Shinya Aikawa đã từng chơi cho Consadole Sapporo và FC Gifu.